# Alfa Romeo 902AU e 902AS
Il 902AU ed il 902AS sono stati due modelli di autobus prodotti dall'Alfa Romeo dal 1950 al 1958.

## Storia
Il modello nasceva come erede del 901A, realizzato dall'Alfa in collaborazione con la Casaro dal 1948, e che aveva patito alcune anomalie meccaniche, in particolare al cambio.
A fine 1950 entrò in produzione il 902A, evoluzione del 901A, sempre realizzato dalla Casaro con la sua monoscocca Tubocar costruita su licenza statunitense ma con motore derivato dal camion 900. I "Tubocar" furono prodotti sino al 1951, anno in cui furono approntati i primi prototipi della versione 902AS, realizzata dai Cantieri Riuniti dell'Adriatico di Monfalcone con un telaio a struttura reticolare prodotto su disegni e brevetti della Sicca di Vittorio Veneto (noto come "Siccar", da cui la "S" nella sigla). La produzione in serie iniziò l'anno successivo, nelle versioni urbana, Gran Turismo, interregionale, postale, e con diverse misure di passo: le meccaniche partivano dagli stabilimenti milanesi del Portello verso Monfalcone, dove erano montate sui telai, e quindi rientravano in Alfa per il collaudo finale.
Altra azienda ad utilizzare la meccanica 902A fu la Sirio di Novara, che realizzò una serie di autobus noti come "Super Bus" che si distinguevano per il cofano motore sporgente.

## Carrozzerie ed esemplari prodotti
La sola versione costruita per l'ATM di Milano fu quella urbana, che venne carrozzata dai Cantieri Riuniti dell'Adriatico. Furono prodotti 58 esemplari, radiati entro il 1978. La carrozzeria era unica nella sua categoria: era infatti assemblata in pannelli ad incastro.
Altre aziende ad acquisire i 902AS furono la Lazzi (con carrozzerie Ambrosini, De Simon o Varesina), mentre il 902A "Super Bus" fu acquistato dalla AGITA e dalla SOMETRA.
Sono stati realizzati 52 gruppi meccanici per i 902A Tubocar e 396 per i 902AS.

## Caratteristiche tecniche
Il motore installato era un Diesel tipo 1606 posizionato posteriormente. I cilindri erano sei. L'alesaggio e la corsa erano, rispettivamente, 120 mm e 140 mm, che portavano la cilindrata totale a 9.495 cm3. La potenza erogata era di 130 CV a 2.000 giri al minuto.
Sui "Tubocar" il telaio era una monoscocca; sui 902AS "Siccar" e sui 902 "Super Bus" il telaio era reticolare.
L'alimentazione era a gasolio. Il cambio era meccanico a quattro marce con riduttore, mentre il volante era posizionato centralmente (a sinistra sui "Super Bus").